# Соловьёв, Дмитрий Константинович
Дмитрий Константинович Соловьёв (3 (15) ноября 1886, Санкт-Петербург — август 1931) — русский советский учёный, охотовед, деятель охраны природы, географ, путешественник, участник экспедиций, автор трудов по охотоведению, ученик А. А. Силантьева.

## Биография
Родился 3 ноября 1886 года в Петербурге. Отец, Константин Матвеевич, занимал должность правителя дел Комитета по техническим делам при отделе Промышленных учреждений Министерства финансов, по образованию инженер-технолог; мать, Вера Семёновна, — общественный деятель, окончила Высшие женские курсы, работала в бесплатных школах для рабочих.
В 1901 году из Тенишевского реального училища Дмитрий Соловьёв перешёл в четвёртый класс Реального училища Карла Мая, которое окончил в 1905 году. Осенью того же года поступил вольнослушателем в Петербургский университет, а спустя два года, был зачислен в число студентов на естественнонаучное отделение физико-математического факультета по биологическому разряду.
С ранних лет Соловьёв увлёкся охотой и всё свободное время проводил в лесах Лужского уезда Петербургской губернии, где находилась семейная дача. Любовь к охоте предопределила интерес юноши к изучению биологии и географии.
В 1908 году принял участие в научной экспедиции профессора В. В. Сапожникова по северо-западной Монголии, после чего перевёлся в географическую группу, и, определив для себя круг исследовательских интересов, слушал лекции и участвовал в семинарах по сравнительной этнографии, методике географических исследований и географии животных. На выбор специальности охотоведа основное влияние оказало знакомство с читавшим последние два курса лекций зоологом Алексеем Андреевичем Бялыницким-Бирулей. Через год помощником почвоведа Соловьёв участвовал в экспедиции Переселенческого управления в Восточное Заангарье, о чём написал небольшой охотничий очерк «В тайге», вышедший в десятом номере петербургского журнала «Наша охота» за 1911 год.
В 1910 году совершил самостоятельную трёхмесячную этнографическую экспедицию на Дальний Восток, по пути посещая все инородческие поселения. Он проплыл по Амуру и Уссури, побывал во многих странах Азии, на Сахалине и в Маньчжурии, за это время ему удалось собрать больше тысячи предметов быта орочей, удэгейцев, ульчей и нанайцев, самые ценные из которых — предметы культа, шаманские костюмы, резная утварь с медвежьего праздника, погребальная мужская одежда. Такого большого количества артефактов, собранных в короткий срок одним человеком, в фонд Государственного музея этнографии больше не поступало, в их числе были предметы, получить которые до и после Соловьёва не удавалось никому. Написанный об этом путешествии очерк «Вокруг Азии» так и не вышел в печать, лишь небольшой рассказ «В джунглях Цейлона» был опубликован в 1911 году в «Нашей охоте». Помощь в экспедиции Соловьёву оказал путешественник и писатель Владимир Клавдиевич Арсеньев, поспособствовав в разрешении ряда организационных вопросов.
Следующая этнографическая экспедиция Соловьёва прошла через год, в период с мая по сентябрь. Изучая быт кочевых саамов, он пересёк весь Кольский полуостров, пройдя от Кандалакши до острова Кильдин.
В мае 1912 года Дмитрий Константинович окончил Петербургский университет, в основу его дипломной работы «Гольды» вошли материалы дальневосточной экспедиции. Вскоре после этого он поступил на службу в Департамент земледелия, а в 1913 году отправился в очередную продолжительную этнографическую экспедицию, на этот раз в верховья Амура с целью изучения особой группы эвенков — манегров. Им была собрана единственная в мире коллекция по культуре этого народа.
В начале 1914 года, как большой знаток охотничьего быта малых народностей Российской империи и охотничьих промыслов Европейского Севера, Сибири и Дальнего Востока, Соловьёв был назначен старшим специалистом по промысловой охоте в созданный при Департаменте земледелия Отдел охоты, и твёрдо решил посвятить свою жизнь научному охотоведению. Чуть позже он возглавил стартовавшую в июле того же года экспедицию в Енисейскую губернию по проектированию Саянского соболиного заповедника, который по результатам исследований начал свою работу в 1915 году, став первым в России. Саянская экспедиция принесла Соловьёву известность и признание, окончательно сформировав в нём специалиста в этой области. Им были сформулированы теоретические основы заповедного дела в России и разработана классификация охраняемых природных территорий.
После Февральской революции 1917 года и последовавшего за ней Октябрьского переворота вместо лишённого финансирования и позже упразднённого Отдела охоты в составе Учёного комитета Народного комиссариата земледелия был организован научно-исследовательский «Подотдел промыслово-охотничьих, вредных и полезных зверей и птиц», а Соловьёва в нём назначили старшим ассистентом по промысловой охоте. В 1918 году он был приглашён на должность редактора созданного при Научно-просветительском отделе Петроградского союза охотников (ПСО) журнала «Охота для всех», а параллельно избран в Центральный исполнительный комитет ПСО и участвовал в разработке законопроекта об охоте. В 1918—1919 гг. Соловьёв также был членом коллегии секции охоты при Петроградском совете народного хозяйства, в котором руководил отделом по истреблению хищников.
В 1923 году, после того как ВПСО перешёл под контроль коммунистической фракции, а в его Центральном комитете произошёл раскол во взглядах на перспективы развития и деятельности Союза, Дмитрий Константинович вышел из состава ЦК и больше участия в общественных делах охотников не принимал, посвятив себя преподавательской и научной работе. Результатом стал изданный в пяти частях фундаментальный труд «Основы охотоведения», поставивший автора в один ряд с выдающимися русскими охотоведами.

В этой последней большой работе Дмитрий Константинович собрал воедино результаты как своих, так и печатных работ ряда других лиц и таким образом представил в одной цельной картине впервые всесторонний образ охотничьего дела в СССР. Эта заслуга первой полной формулировки охотничьего дела с государственной точки зрения навсегда останется за Д. К. Соловьёвым.— С. А. Бутурлин, «Охотник». — 1931. — № 9/10
В течение нескольких лет Соловьёв преподавал на Московских курсах охотоведения, организованных при его непосредственном участии в Московском лесном институте, читал лекции на Лесохозяйственном факультете Ленинградского лесного института, где в 1926 году был избран доцентом по кафедре охотоведения, а спустя три года — профессором по этой кафедре. При этом он принимал участие в организации профильных курсов в Ленинградском восточном институте и на Высших курсах прикладной зоологии и фитопатологии.
В летние сезоны 1926 и 1928 годов руководил группами охотоведов в Печорской и Туруханской лесоэкономических экспедициях Народного комиссариата земледелия по исследованию охотничьих промыслов этих мест. Уже тогда он жаловался на сердце и был вынужден часто отдыхать в пути. В 1928 году по поручению Наркомторга СССР, в сотрудничестве с профессором Генерозовым разработал проект пятилетнего плана по изучению и развитию охотничьего хозяйства Советского Союза, войдя в состав плановой комиссии.
В конце августа 1931 года в возрасте 45 лет Дмитрий Константинович Соловьёв скончался от тяжёлого заболевания и был похоронен на Смоленском кладбище в Ленинграде. После его смерти работа по подготовке охотоведов в ленинградских высших учебных заведениях постепенно сошла на нет, а факультеты охотоведения были закрыты.

## Комментарии
1. ↑  С декабря 1918 года — Северный союз охотников; с марта 1919 года — Всероссийский союз охотников (ВСО); с августа 1921 года — Всероссийский производственный союз охотников (ВПСО)[11].
2. ↑  «Охота для всех» (1918—1921), «Известия ЦК ВСО и Центрохоты» (1921—1922), «Охотничье дело» (1923—1924)[12]. Изначально для журнала предполагалось название «Вольная охота», однако Соловьёв был категорически против, так как, по его мнению, в нём можно было усмотреть призыв к браконьерству[13].